# Anomala xantholoma
Anomala xantholoma är en skalbaggsart som beskrevs av Lin 1981. Anomala xantholoma ingår i släktet Anomala och familjen Rutelidae. Inga underarter finns listade i Catalogue of Life.